# Liste von Uhrenherstellern
Diese Liste von Uhrenherstellern führt sowohl Uhrenmanufakturen als auch Unternehmen auf, die Uhren in Serienproduktion herstellen oder Uhrwerke lediglich einschalen.
Soweit bekannt, sind zu den Unternehmen deren Gründer, das Gründungsjahr und der Gründungsort angegeben. Sie ist noch nicht vollständig. Die Liste ist alphabetisch geordnet und sortierbar. 
| Uhrenhersteller                          | Gründer                                           | Gründungsjahr | Gründungsort                | Land                  |
| ---------------------------------------- | ------------------------------------------------- | ------------- | --------------------------- | --------------------- |
| Abeler & Söhne                           | Heinrich Abeler                                   | 1898          | Münster                     | Deutschland           |
| Accurist                                 | Asher and Rebecca Loftus                          | 1946          | London                      | Großbritannien        |
| ADI Watch Company                        |                                                   | 1984          | Tel Aviv                    | Israel                |
| Advolat                                  | Wolf D. und Kristina C. Franke                    | 1997 / 2013   | Basel                       | Schweiz               |
| Aegir Instruments                        | Todd Caldwell                                     | 2007          | Perth                       | Australien            |
| A. Lange & Söhne                         | Ferdinand Adolph Lange                            | 1845          | Glashütte                   | Deutschland           |
| A.G.U.L                                  | Ignaz Schöpperle und Eduard Hauser                | 1851          | Lenzkirch                   | Deutschland           |
| Alain Silberstein Créations              | Alain und Sylvie Silberstein                      | 1990          | Besançon                    | Frankreich            |
| Alexander Shorokhoff Uhrenmanufaktur     | Alexander Shorokhov                               | 2003          | Alzenau                     | Deutschland           |
| Alpina Union Horlogerie S.A.             | Genossenschaft aus Händlern                       | 1883          | Biel                        | Schweiz               |
| Aerowatch                                | Denis Bolzli                                      | 1910          | Saignelégier                | Schweiz               |
| Andersen Geneve                          | Svend Andersen                                    | 1980          | Genf                        | Schweiz               |
| Andreas Huber                            | Andreas Huber                                     | 1856          | München                     | Deutschland           |
| Andreas Strehler                         | Andreas Strehler                                  | 1995          | Winterthur                  | Schweiz               |
| Antide Janvier                           | Antide Janvier                                    | ca. 1775      | Paris                       | Frankreich            |
| Auguste Reymond                          | Auguste Reymond                                   | 1898          | Tramelan                    | Schweiz               |
| Aristo                                   | Julius Epple I                                    | 1907          | Pforzheim                   | Deutschland           |
| Askania                                  | Carl Bamberg                                      | 1871          | Berlin                      | Deutschland           |
| J. Assmann Deutsche Anker Uhren Fabrik   | Julius Carl Friedrich Aßmann                      | 1852          | Glashütte i. Sa.            | Deutschland           |
| Ateliers deMonaco                        | Pim Koeslag, Robert van Pappelendam, Peter Stas   | 2008          | Genf                        | Schweiz               |
| Atlantic-Watch Production Ltd            | Eduard Kummer                                     | 1888          | Bettlach                    | Schweiz               |
| Audemars Piguet                          | Jules Audemars und Edward Piguet                  | 1875          | Le Brassus                  | Schweiz               |
| Badische Uhrenfabrik AG                  | Rombach, Ketterer und Leo Faller                  | 1889          | Furtwangen                  | Deutschland           |
| Ball Watch SA                            | Webster Clay Ball                                 | 1891          | Neuchâtel                   | Schweiz               |
| Baume & Mercier                          | Familie Baume                                     | 1834          | Les Bois                    | Schweiz               |
| RB Baumgartner Swiss Watchmaking         | Reto Baumgartner                                  | 2014          | Aarberg                     | Schweiz               |
| Belchengruppe                            | Christoph Schnee                                  | 2019          | Basel                       | Schweiz               |
| Bell & Ross                              | Bruno Belamich Carlos A. Rosillo                  | 1992          | Paris                       | Frankreich            |
| Bifora                                   | Josef Bidlingmaier                                | 1870          | Gmünd (Württ.)              | Deutschland           |
| Blancpain                                | Jehan-Jacques Blancpain                           | 1735          | Paudex                      | Schweiz               |
| Borgward Zeitmanufaktur                  | Jürgen Betz                                       | 2002          | Efringen-Kirchen            | Deutschland           |
| Botta design                             | Klaus Botta                                       | 1986          | Königstein im Taunus        | Deutschland           |
| Bovet Fleurier                           | Édouard Bovet                                     | 1822          | London                      | Großbritannien        |
| Breguet                                  | Abraham-Louis Breguet                             | 1775          | Paris                       | Frankreich            |
| Breitling SA                             | Leon Breitling                                    | 1884          | Saint-Imier                 | Schweiz               |
| Bruno Söhnle GmbH                        | Bruno Söhnle                                      | 2000          | Glashütte                   | Deutschland           |
| Bulgari                                  | Sotirio Bulgari                                   | 1884          | Rom                         | Italien               |
| Bulova                                   | Joseph Bulova                                     | 1875          | New York City               | USA                   |
| Buti                                     | Tommaso Buti                                      | 2001          | Florenz                     | Italien               |
| Calvin Klein Watches + Jewelry           | Nicolas Hayek                                     | 1997          | Biel                        | Schweiz               |
| Candino                                  | Adolf Flury-Hug                                   | 1947          | Herbetswil                  | Schweiz               |
| Carl F. Bucherer                         | Carl Friedrich Bucherer                           | 1888          | Luzern                      | Schweiz               |
| Carl Suchy und Söhne                     | Carl Suchy                                        | 1822          | Prag                        | Tschechien            |
| Carl von Zeyten                          | Carl von Zeyten                                   | 1898          | Bühl                        | Deutschland           |
| Cartier                                  | Louis-François Cartier                            | 1847          | Paris                       | Frankreich            |
| Casio                                    | die vier Geschwister Kashio                       | 1946          | Tokio                       | Japan                 |
| Certina                                  | Brüder Adolf und Alfred Kurth                     | 1888          | Grenchen                    | Schweiz               |
| Charles Frodsham & Co., Ltd.             | Charles Frodsham                                  | 1834          | London                      | England               |
| Chopard                                  | Louis-Ulysse Chopard                              | 1860          | Sonvilier                   | Schweiz               |
| Chronoswiss                              | Gerd-Rüdiger Lang                                 | 1981          | München                     | Deutschland           |
| Cimier                                   | Joseph Lapanouse                                  | 1924          | Hölstein                    | Schweiz               |
| Circula                                  | Heinz Huber                                       | 1955          | Pforzheim                   | Deutschland           |
| Citizen Watch                            | Yamalaki                                          | 1918          | Tokio                       | Japan                 |
| Claude Bernard                           | Montres Edox et Visa SA                           | 1973          | Les Genevez                 | Schweiz               |
| Cover                                    | Theo Ingold                                       | 1980          | Solothurn                   | Schweiz               |
| Czapek & Cie                             | Francois Czapek                                   | 1845 / 2011   | Genf                        | Schweiz               |
| Damasko Uhrenmanufaktur                  | Konrad Damasko                                    | 1994          | Barbing                     | Deutschland           |
| Daniels                                  | George Daniels                                    | 1967          | London                      | England               |
| Dekla                                    | Yuriy Shapiro und Oleg Samovsky                   | 2014          | Stuttgart                   | Deutschland           |
| DUG - Deutsche Uhrenmanufaktur Glashütte | Toni Brodführer                                   | 2022          | Glashütte                   | Deutschland           |
| Dugena                                   | Aus der Uhrenfirma Alpina entstanden              | 1917          | Berlin                      | Deutschland           |
| Durowe                                   | Ludwig Hummel                                     | 1920er        | Pforzheim                   | Deutschland           |
| E. Dent & Co. Ltd.                       | Edward John Dent                                  | 1840          | London                      | England               |
| EasyWatch                                | Stelios Haji-Ioannou                              | 2005          | London                      | Großbritannien        |
| Ebel                                     | Eugene Blum und (et) Alice Levy                   | 1911          | La Chaux-de-Fonds           | Schweiz               |
| Eberhard & Co.                           | Georges Emile Eberhard                            | 1887          | La Chaux-de-Fonds           | Schweiz               |
| Edox                                     | Christian Ruefli-Flury                            | 1884          | Biel                        | Schweiz               |
| Elka Watch Co.                           | Eduard Louis Kiek / Hakim El Kadiri               | 1913 / 2022   | Amsterdam/Neuchatel         | Niederlande/Schweiz   |
| Emile Chouriet                           | Emile Chouriet                                    | 1685          | Genf                        | Schweiz               |
| Elton (Prim)                             | Staat Tschechoslowakei                            | 1949          | Nové Město nad Metují       | Tschechien            |
| Eppler, Wilhelm GmbH                     | Wilhelm Eppler                                    | 1921          | Schwenningen                | Deutschland           |
| ETA SA                                   | Benguerel, Humbert                                | 1793 / 1932   | Fontainemelon               | Schweiz               |
| Eterna SA                                | Josef Girard, Urs Schild                          | 1856 / 1932   | Grenchen                    | Schweiz               |
| Favre-Leuba                              | Abraham Favre                                     | 1737          | Le Locle                    | Schweiz               |
| Ferdinand Berthoud                       | Ferdinand Berthoud                                | um 1745       | Paris                       | Frankreich            |
| Festina                                  | Familie Festina                                   | 1902          | La Chaux-de-Fonds           | Schweiz               |
| Findeisen                                | Martin Zettl                                      | 2017          | Nürnberg                    | Deutschland           |
| Fortis Watches                           | Walter Vogt                                       | 1912          | Grenchen                    | Schweiz               |
| Formex Watch                             | Hans Peter Grädel und sein Bruder Ferdinand       | 1998          | Biel                        | Schweiz               |
| Fossil                                   |                                                   | 1984          | Richardson                  | USA                   |
| F.P. Journe                              | Francois-Paul Journe                              | 1999          | Genf                        | Schweiz               |
| Franck Muller Watchland                  | Francesco „Franck“ Muller und Vartan Sirmakes     | 1991          | Genthod                     | Schweiz               |
| Franc Vila SA                            | Franc Vila                                        | 2004          | Genf                        | Schweiz               |
| Frédérique Constant                      | Aletta Bax und Peter Stas                         | 1988          | Genf                        | Schweiz               |
| Uhren- und Schmuckfabrik G. A. Müller    | Gottlob August Müller                             | 1910          | Pforzheim                   | Deutschland           |
| Girard-Perregaux                         | Jean François Bautte                              | 1794          | La Chaux-de-Fonds           | Schweiz               |
| Glashütte Original                       | Ferdinand Adolph Lange                            | 1845          | Glashütte                   | Deutschland           |
| Gordian Hettich & Sohn                   | Gordian Hettich                                   | ca. 1836      | Furtwangen                  | Deutschland           |
| Glycine (Uhrenfabrik)                    | Eugène Meylan                                     | 1914          | Biel                        | Schweiz               |
| W. & H. Groeflin                         | Walter und Hans Gröflin                           | 1924          | Tenniken                    | Schweiz               |
| Grovana                                  | Werner Bitterli                                   | 1970          | Tenniken                    | Schweiz               |
| Gruen Watch Company                      | Dietrich Gruen                                    | 1894          | Cincinnati                  | USA                   |
| H. Moser & Cie                           | Heinrich Moser                                    | 1828          | St. Petersburg              | Russland              |
| Haldimann Horology                       | Beat Haldimann                                    | 1991          | Thun                        | Schweiz               |
| Hamilton Watch Company                   |                                                   | 1893          | Lancaster (Pennsylvania)    | USA                   |
| Hanhart                                  | Johann Adolf Hanhart                              | 1882          | Diessenhofen                | Schweiz               |
| Hanowa                                   | Hans Noll und Elisabeth Noll-Wirz                 | 1963          | Biel                        | Schweiz               |
| Hasler & Co.                             | Abel Frédéric Hasler                              | 1881          | Tramelan                    | Schweiz               |
| Hautlence                                | Renaud de Retz und Guillaume Tetu                 | 2004          | Neuenburg                   | Schweiz               |
| Hentschel Hamburg Uhrenmanufaktur        | Andreas Hentschel                                 | 1988          | Hamburg                     | Deutschland           |
| HMT                                      | Indische Regierung                                | 1953          | Bengaluru                   | Indien                |
| Horage                                   | Andreas Felsl und Tzuyu Huang                     | 2007          | Biel                        | Schweiz               |
| Hublot                                   |                                                   | 1980          | Genf                        | Schweiz               |
| International Watch Company              | Florentine Ariosto Jones                          | 1868          | Schaffhausen                | Schweiz               |
| Invicta Watch Group                      | Invicta Watch Group                               | 1991          | Hollywood, Florida          | USA                   |
| Itay Noy                                 | Itay Noy                                          | 2000          | Tel Aviv-Jaffa              | Israel                |
| Jacques Etoile                           | Klaus Jakob                                       | 1996          | Lörrach                     | Deutschland           |
| Jacques Lemans                           | Alfred und Norbert Riedl                          | 1975          | St. Veit an der Glan        | Österreich            |
| Jaeger-LeCoultre                         | Charles-Antoine LeCoultre                         | 1833          | Le Sentier                  | Schweiz               |
| Jaquet-Droz                              | Pierre Jaquet-Droz                                | 1759          | La Chaux-de-Fonds           | Schweiz               |
| JS Unikatuhren                           | Joerg Schaefer                                    | 2009          | Othmarsingen                | Schweiz               |
| John Arnold                              | John Arnold                                       | ca. 1755      | London                      | England               |
| John Harrison                            | John Harrison                                     | 1713          | London                      | England               |
| Junghans                                 | Erhard Junghans                                   | 1861          | Schramberg                  | Deutschland           |
| Kieninger Uhrenmanufaktur                | Joseph Kieninger                                  | 1912          | Aldingen                    | Deutschland           |
| Kienzle                                  | Johannes Schlenker                                | 1822          | Schwenningen am Neckar      | Deutschland           |
| Lacher & Co. (Laco)                      | Frieda Lacher und Ludwig Hummel                   | 1925          | Pforzheim                   | Deutschland           |
| Lang & Heyne                             | Marco Lang und Mirko Heyne                        | 2001          | Dresden                     | Deutschland           |
| Lehmann Präzisionsuhren                  | Markus Lehmann                                    | 2011          | Schramberg                  | Deutschland           |
| Lilienthal Berlin                        | Jacques Colman und Michael Gilli                  | 2015          | Berlin                      | Deutschland           |
| Longines                                 | Auguste Agassiz                                   | 1832          | Saint-Imier                 | Schweiz               |
| Louis Erard                              | Louis Erard                                       | 1929          | Le Noirmont                 | Schweiz               |
| Lowin Cologne                            | Lothar Wingenbach                                 | 2014          | Troisdorf                   | Deutschland           |
| Löbner                                   | Franz Ludwig Löbner / Matthias Düwel              | 1862 / 2023   | Berlin / Glashütte          | Deutschland           |
| Luminox                                  | Barry Cohen                                       | 1989          | San Rafael                  | USA                   |
| Lutsch                                   |                                                   | 1956          | Minsk                       | Belarus               |
| MeisterSinger                            | Manfred Brassler                                  | 2001          | Münster                     | Deutschland           |
| Mathey-Tissot                            | Edmond Mathey-Tissot                              | 1886          | Les Ponts-de-Martel         | Schweiz               |
| Maurice Lacroix                          | Aus der Firma Desco von Schulthess AG entstanden  | 1961          | Saignelégier                | Schweiz               |
| Mido                                     | Georges Schaeren                                  | 1918          | Solothurn                   | Schweiz               |
| Molnija                                  |                                                   | 1947          | Tscheljabinsk               | Russland              |
| Mondaine                                 | Erwin Bernheim                                    | 1967          | Zürich                      | Schweiz               |
| Montblanc                                | August Eberstein                                  | 1906          | Hamburg                     | Deutschland           |
| Montegrappa                              | Edwige Hoffman und Heidrich Helm                  | 1912          | Bassano del Grappa          | Italien               |
| Montilier Watch Co                       | Etienne-Ovide Domon                               | 1852 / 1931   | Montilier                   | Schweiz               |
| Moritz Grossmann                         | Christine Hutter                                  | 1854 / 2008   | Glashütte                   | Deutschland           |
| Michel Herbelin                          | Michel Herbelin                                   | 1947          | Charquemont                 | Frankreich            |
| Movado                                   | Achille Ditesheim                                 | 1881          | La Chaux-de-Fonds           | Schweiz               |
| Mühle Glashütte                          | Hans-Jürgen Mühle                                 | 1868          | Glashütte                   | Deutschland           |
| Nimbus Watch Co.                         | Sebastian Krämer                                  | 2017          | Düsseldorf / Pforzheim      | Deutschland           |
| Nivrel                                   | Gerd Hofer (Neugründer 1993)                      | 1936 / 1993   | Saint-Imier / Saarbrücken   | Schweiz / Deutschland |
| Nomos Glashütte/SA                       | Roland Schwertner                                 | 1991          | Glashütte                   | Deutschland           |
| Officine Panerai                         | Guido Panerai                                     | 1860          | Florenz                     | Italien               |
| Olma Watch                               | Numa Jeannin                                      | 1906          | Fleurier                    | Schweiz               |
| Omega SA                                 | Louis Brandt                                      | 1848          | Biel                        | Schweiz               |
| Onsa                                     | Hans Gilomen                                      | 1923          | Lengnau BE                  | Schweiz               |
| Orex                                     | Mecanică Fină                                     | 1978          | Bukarest                    | Rumänien              |
| Orient Watch                             | Shogoro Yoshida                                   | 1950          | Tokio                       | Japan                 |
| Orfina SA                                |                                                   | 1922          | Grenchen SO                 | Schweiz               |
| Oris                                     | Paul Cattin und Georges Christian                 | 1904          | Hölstein                    | Schweiz               |
| Panzera                                  | Roger Cooper                                      | 2009          | Sydney                      | Australien            |
| Parmigiani Fleurier SA                   | Michel Parmigiani                                 | 1996          | Fleurier                    | Schweiz               |
| Patek Philippe                           | Antoine Norbert de Patek und Adrien Philippe      | 1839          | Genf                        | Schweiz               |
| Pequignet                                | Emile Péquignet                                   | 1973          | Morteau                     | Frankreich            |
| Peter Henlein                            | Peter Henlein                                     | 1511          | Nürnberg                    | Deutschland           |
| Peweta KG (GmbH+Co.)                     | Max Prien                                         | 1904          | Hamburg                     | Deutschland           |
| Piaget                                   | Georges Piaget                                    | 1874          | La Côte-aux-Fées            | Schweiz               |
| Pobeda                                   | Erste Moskauer Uhrenfabrik                        | 1946          | Moskau                      | Russland              |
| Polar Electro                            | Seppo Säynäjäkangas                               | 1977          | Kempele                     | Finnland              |
| Poljot                                   | Erste Moskauer Uhrenfabrik                        | 1930          | Moskau                      | Russland              |
| Polpora                                  | Krzysztof Janczak                                 | 2006          | Zielona Góra                | Polen                 |
| Porta-Uhrenfabrik                        | Rudolf Wehner                                     | 1948          | Pforzheim                   | Deutschland           |
| R. Picard                                | Raphael Picard                                    | 1837          | La Chaux-de-Fonds           | Schweiz               |
| Rado                                     | Gebrüder Schlup                                   | 1917          | Lengnau                     | Schweiz               |
| Rainer Brand                             | Rainer Brand                                      | 1992          | Heimbuchenthal              | Deutschland           |
| Raymond Weil                             | Raymond Weil                                      | 1976          | Lancy                       | Schweiz               |
| Reguladora                               | José Gomes Carvalho                               | 1892          | Vila Nova de Famalicão      | Portugal              |
| Revue Thommen                            | Gédéon Thommen                                    | 1853          | Waldenburg                  | Schweiz               |
| Richard Bethge                           | Richard Bethge                                    | 1939          | Pforzheim                   | Deutschland           |
| Richard Mille                            | Richard Mille                                     | 1999          | Les Breuleux                | Schweiz               |
| Riedel Uhren                             | Martin L. Riedel                                  | 1936          | Rheda-Wiedenbrück           | Deutschland           |
| Roamer                                   | Fritz Meyer                                       | 1888          | Solothurn                   | Schweiz               |
| Roger Dubuis                             | Roger Dubuis                                      | 1995          | Meyrin                      | Schweiz               |
| Rolex                                    | Hans Wilsdorf                                     | 1908          | Genf                        | Schweiz               |
| Rollier & Matthey-Doret                  | Rollier und Matthey-Doret                         | 1876          | Cormoret                    | Schweiz               |
| Ronda                                    | William Mosset                                    | 1946          | Lausen BL                   | Schweiz               |
| Schäuble & Söhne Manufakturwaren         | Carl Schäuble                                     | 1924          | Karlsruhe                   | Deutschland           |
| Seiko                                    | Kintaro Hattori                                   | 1881          | Tokio                       | Japan                 |
| Seiko Instruments                        | Seiko                                             | 1937          | Chiba                       | Japan                 |
| Seikosha                                 | Kintaro Hattori                                   | 1892          | Tokio                       | Japan                 |
| Siegfriedson Uhrenmanufaktur             | Lutz Aulich                                       | 2016          | Pingelshagen                | Deutschland           |
| Silvana                                  |                                                   | 1923          | Tramelan                    | Schweiz               |
| Sinn                                     | Helmut Sinn                                       | 1961          | Frankfurt am Main           | Deutschland           |
| Skagen                                   | Henrik und Charlotte Jorst                        | 1989          | New York City               | USA                   |
| Steinhart                                | Günter Steinhart                                  | 2001          | Stadtbergen                 | Deutschland           |
| Sternglas Zeitmesser                     | Dustin Fontaine                                   | 2016          | Hamburg                     | Deutschland           |
| Stowa                                    | Walter Storz                                      | 1927          | Hornberg                    | Deutschland           |
| Solera                                   | Inan Isik                                         | 2018          | Menziken                    | Schweiz               |
| Squale SA                                | Charles von Büren                                 | 1959          | Neuchâtel                   | Schweiz               |
| Suunto                                   | Tuomas Vohlonen                                   | 1936          | Vantaa                      | Finnland              |
| Sturmanskie                              | Erste Moskauer Uhrenfabrik                        | 1930          | Moskau                      | Russland              |
| Swatch                                   | Nicolas Hayek                                     | 1983          | Biel                        | Schweiz               |
| Swiss Militaire                          | Domenico Surace                                   | 1983 / 1991   | Genf                        | Schweiz               |
| TAG Heuer                                | Edouard Heuer                                     | 1860          | Saint-Imier                 | Schweiz               |
| Thomas Earnshaw                          | Thomas Earnshaw                                   | 1785          | London                      | England               |
| Thomas Tompion                           | Thomas Tompion                                    | 1674          | London                      | England               |
| Timestandard                             | Pat Micheli                                       | 2014          | Zürich                      | Schweiz               |
| Timex                                    | Waterbury Clock Company                           | 1854          | Naugatuck                   | USA                   |
| Tissot                                   | Charles Félicien Tissot und Charles-Émile Tissot  | 1853          | Le Locle                    | Schweiz               |
| Titoni                                   | Fritz Schluep                                     | 1919          | Grenchen                    | Schweiz               |
| Tressa                                   | Sellita                                           | 1960          | La Chaux-De-Fonds           | Schweiz               |
| Tutima                                   | Ernst Kurtz/Dieter Delecate                       | 1945 / 2011   | Glashütte                   | Deutschland           |
| Uhrenfabrik Petrodworez                  | Peter der Große                                   | 1721          | Peterhof (Sankt-Petersburg) | Russland              |
| Ulysse Nardin                            | Ulysse Nardin                                     | 1846          | Le Locle                    | Schweiz               |
| Une Works SA                             | Frédéric Bürgi, Marc Frehner                      | 2014          | Biel                        | Schweiz               |
| Universal Genève SA                      | Numa-Emile Descombes und Ulysse Georges Perret    | 1894          | Le Locle                    | Schweiz               |
| Union Glashütte                          | Johannes Dürrstein                                | 1893          | Dresden                     | Deutschland           |
| Urofa                                    | Girozentrale Sachsen, Ernst Kurtz                 | 1926          | Glashütte                   | Deutschland           |
| Urwerk                                   | Felix Baumgartner, Martin Frei                    | 1997          | Genf                        | Schweiz               |
| Vacheron Constantin                      | Jean-Marc Vacheron und François Constantin        | 1755          | Genf                        | Schweiz               |
| Vostok Europe                            | Igor Zubovskiy und Co                             | 2003          | Vilnius                     | Litauen               |
| Vulcain                                  | Maurice Ditisheim                                 | 1858          | La Chaux-de-Fonds           | Schweiz               |
| Waldan Watches                           | Oscar Waldan                                      | 1979          | New York City               | USA                   |
| Waltham International SA                 | Waltham Watch Company                             | 1954          | Lausanne                    | Schweiz               |
| Waltham Watch Company                    | Aaron Lufkin Dennison, David Davis, Edward Howard | 1850          | Roxbury                     | USA                   |
| Wehrle                                   | Andreas Hilser                                    | 1815          | Schönwald                   | Deutschland           |
| Wempe Chronometerwerke                   | Herbert Wempe                                     | 1878          | Elsfleth                    | Deutschland           |
| Wostok                                   |                                                   | 1942          | Moskau                      | Russland              |
| Zeitmanufaktur.net                       | Axel Schmidt                                      | 1989          | Hong Kong                   | Hongkong              |
| Zenith                                   | Georges Favre-Jacot                               | 1865          | Le Locle                    | Schweiz               |
| Zeno-Watch Basel                         | Jules Godat                                       | 1868 / 1922   | La Chaux-de-Fonds           | Schweiz               |
| Zodiac                                   | Ariste Calame                                     | 1882          | Le Locle                    | Schweiz               |